# Élisabeth-Rose
Pour les articles homonymes, voir Sainte Élisabeth et Sainte Rose.
Élisabeth-Rose († 1130), ou Rose de Rozoy est une sainte de l'église catholique romaine célébrée le 13 décembre.

## Biographie
Née vers 1050 en Champagne, fille de Rodolphe de Crespy et d'Adèle, Comtesse de Bar-sur-Aube, Moniale de Chelles, elle se fit ensuite ermite à Melun puis à Château-Landon et enfin à Rosoy-en-Gâtinais, d'où son surnom de « Rose ».
Des compagnes la rejoignirent, et elle y mourut abbesse.
Son monastère se transférera plus tard à Villechasson, près de Moret-sur-Loing.